# Corvus corax
O corvo-comum (Corvus corax) é um pássaro da família Corvidae, um grande Passeriforme encontrado em todo o hemisfério norte e a mais cosmopolita das espécies de corvídeos. Há pelo menos oito subespécies, com pouca variação na aparência, embora pesquisas recentes têm demonstrado diferenças genéticas significativas entre as populações de várias regiões. É um dos dois maiores corvídeos, ao lado do corvo-vulturino e é, possivelmente, a mais pesada ave passeriforme. Na maturidade, os corvos têm em média 63
 centímetros (25 polegadas) de comprimento e 1,2
 quilogramas (2,6 libra (massa)s) de peso. Corvos comuns podem viver até 21 anos em estado selvagem. O tempo de vida excedido apenas por algumas espécies passeriformes australianas como pássaro-cetim e provavelmente pássaros-lira.
Os corvos comuns coexistem com os humanos há milhares de anos e em algumas áreas têm sido tão numerosos que as pessoas os têm considerado pragas. Parte do sucesso da espécie é devido à sua dieta omnívora, pois são extremamente versáteis e oportunistas em encontrar fontes de nutrição, alimentando-se de carniça, insetos, grãos de cereais, bagas, frutos, pequenos animais e resíduos alimentares.
É uma ave que exibe um talento notável para a resolução de problemas, o que é demonstrativo da inteligência desta ave.
Embora sensivelmente maior, o corvo-comum é frequentemente confundido com a gralha-preta por sua semelhança, apesar de serem espécies diferentes pertencentes ao mesmo gênero.

## Taxonomia
O Corvo foi uma das muitas espécies originalmente descritas por Linnaeus em seu trabalho do século XVIII, Systema Naturae, e ainda leva o nome original de Corvus Corax. É uma espécie do gênero Corvus , derivado do latim para "Corvo". O nome "corvo" foi aplicado a várias outras (geralmente grandes) espécies do género Corvus, que não são necessariamente relacionadas ao Corvus Corax.

## Distribuição e Habitat
Os corvos comuns podem prosperar em climas variados. Na verdade,  comparada com as demais aves deste género, esta espécie tem a maior distribuição geográfica e é uma das maiores passeriformes, podendo ser encontrada desde o Árctico até aos desertos do Norte de África, passando por algumas ilhas do Pacífico, Ásia oriental e central, América do Norte e América Central. Na Europa Central existe uma população bastante numerosa nos Alpes, embora seja comum um pouco por todo o continente. Vive em quase todo o tipo de condições, à exceção das florestas tropicais. Geralmente preferem zonas pouco arborizadas ou bosques de arbustos. É ainda frequente em planícies, desertos, tundra pouco arborizada, florestas de montanhas e zonas costeiras. Prolifera com bastante facilidade em zonas com forte influência humana, tirando partido da abundância de alimentos inerente à atividade do homem.

## Reprodução

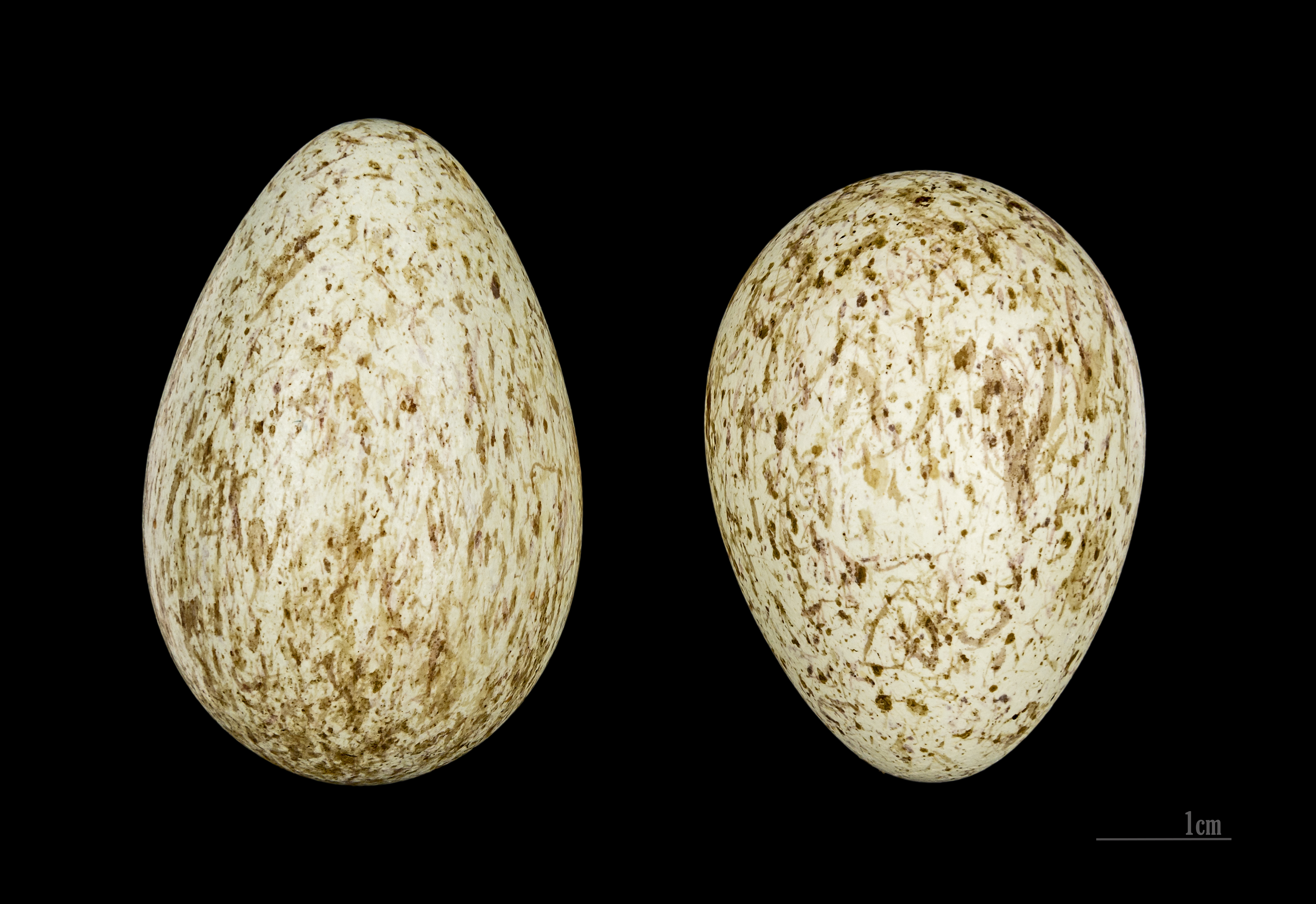
Ovos de Corvus corax

Estas aves vivem em acasalamento permanente, necessitando de um território bastante grande para se reproduzirem. Defendem o seu território da invasão de outros membros da espécie, nele permanecendo geralmente  durante toda a vida. Antes da Primavera, os machos dão início às exibições nupciais, caindo em voo picado desde grandes alturas. Em meados de fevereiro o casal começa a restaurar o ninho utilizado no ano anterior ou constrói um novo,  caso este tenha sido destruído.
O ninho, situa-se normalmente em árvores bastante altas, em rochas ou em edifícios altos nas cidades. É construído cuidadosamente com ramos e revestido por dentro de penas e materiais de forma a poderem suportar as frias temperaturas.
A postura é de 3 a 7 ovos sendo a incubação assegurada exclusivamente pela fêmea durante os 20 a 21 dias que dura o período de choco. Os filhotes são alimentados por ambos os pais e abandonam o ninho com aproximadamente 30 a 42 dias de idade, mantendo-se junto da família até ao Outono. Durante aproximadamente um ano vagueiam, até que acasalam e se fixam num território para toda a vida.

## Alimentação
O corvo-comum é uma ave omnívora caracterizada por um regime alimentar bastante variado. A sua dieta pode variar amplamente com a localização, temporada e serendipidade. Com uma actividade necrófaga bastante importante, tem como componente principal da sua alimentação a carne de outros animais. Alimenta-se de de cadáveres de outros animais, de pequenos mamíferos, insectos, caracóis, lagartos, rãs, vermes e outros invertebrados. Fazem ainda parte da sua alimentação: frutas, cereais, bagas e resto de comida humana, em zonas urbanas. Procuram o alimento geralmente no chão, sendo quase sempre as primeiras aves a chegar junto dos cadáveres.

## Comportamento
Os corvos comuns costumam viajar em pares acasalados, embora aves jovens podem formar bandos. As relações entre os corvos comuns são muitas vezes irascíveis, mas eles demonstram devoção considerável para suas famílias.

## Predação
Devido ao seu tamanho, sociabilidade e suas habilidades defensivas, o corvo-comum tem poucos predadores naturais. Predadores de seus ovos incluem corujas, martas e outros corvos.

## Subespécies
- C. corax corax
- C. corax varius
- C. corax tingitanus
- C. corax canariensis
- C. corax sardus
- C. corax hispanus
- C. corax laurencei
- C. corax kamtschaticus
- C. corax subcorax
- C. corax principalis
- C. corax tibetanus
- C. corax sinuatus
- C. corax clarionensis

## Aspectos culturais

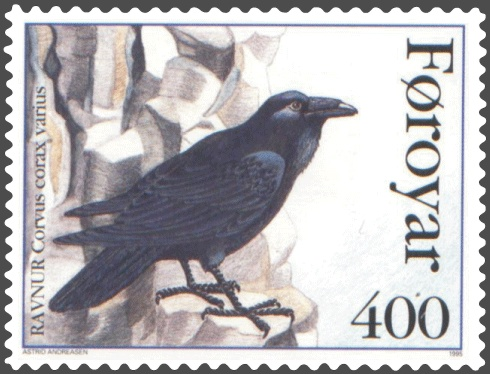
Representação de um corvo num selo feroês de 1995. O corvo é um animal muito importante na mitologia nórdica

Ao longo do tempo o corvo foi frequentemente tema popular na mitologia e no folclore. Em algumas tradições ocidentais, os corvos foram considerados aves de mau augúrio e morte, por causa do simbolismo negativo de sua plumagem negra e consumo de carniça. Mas também receberam o estatuto de ajudantes dos homens.
Na Bíblia, no Genésis, Noé soltou um corvo para ver a descida das águas após o Dilúvio. No Primeiro Livro dos Reis, os corvos traziam, por ordem de Deus, alimento (pão e carne) para o profeta Elias, quando este teve de se esconder junto ao riacho de Carit. Além disso, há versículos que usam a imagem do corvo como exemplo de impureza e maldade.
É uma das atribuições a São Bento de Núrsia, segurando um pão no bico. Conta-se que ofereceram um pão envenenado a São Bento, mas este sabendo das más intenções, ordenou a um corvo que frequentava o mosteiro para que levasse o pão para bem longe onde ninguém o pudesse encontrar.
Também aparece nas representações de Santo Expedito que segundo se conta, o demônio apareceu sob a forma de um corvo e gritou cras! cras! (amanhã! amanhã!) para adiar a conversão de Expedito ao cristianismo, mas este pisou o pássaro dizendo hodie! (hoje!).

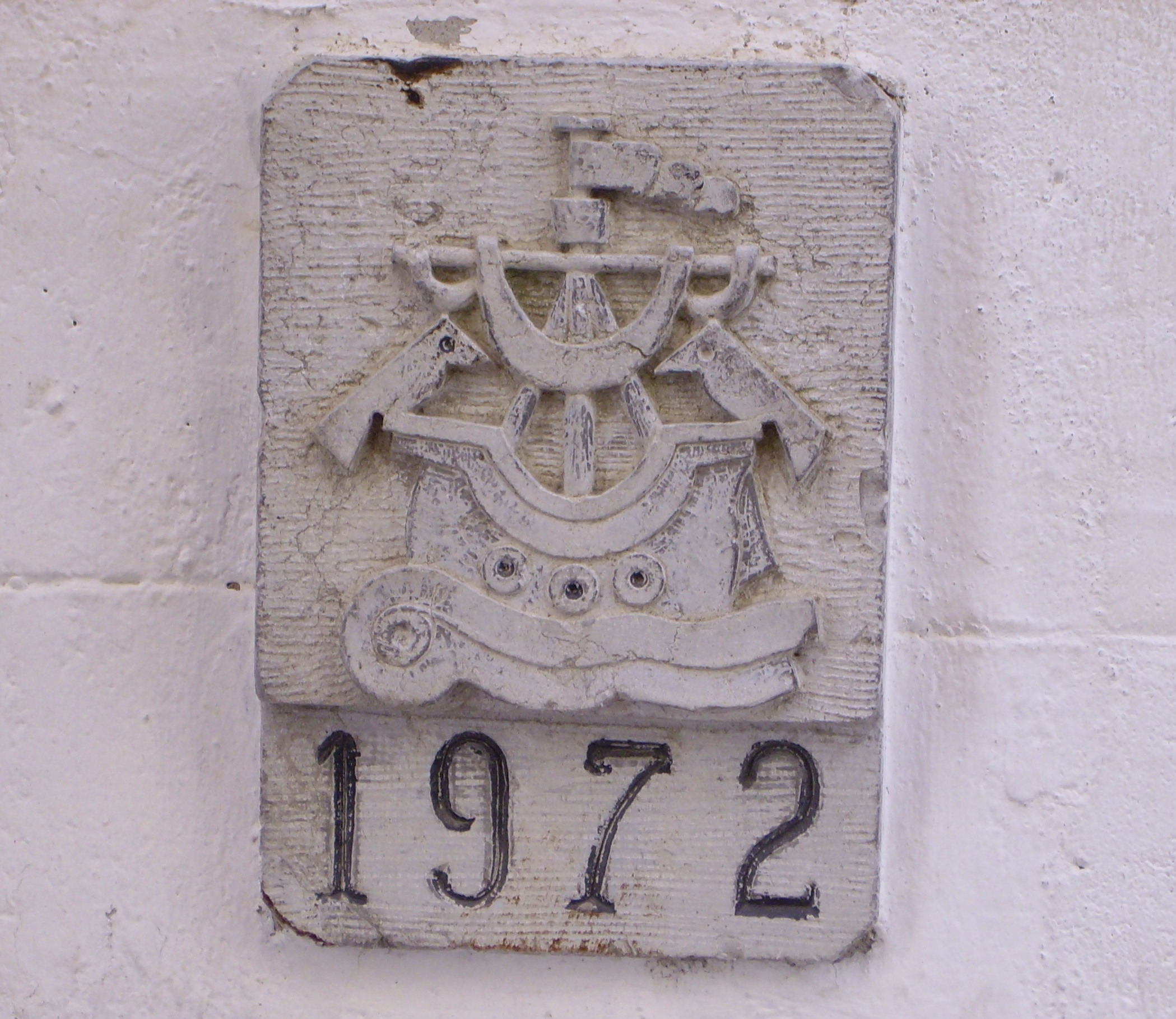
Brasão de Lisboa

Em Portugal, existe a lenda dos corvos de São Vicente, que inspira o Brasão de Lisboa, a capital do país. A lenda reza que uma revoada de corvos teria indicado a D. Afonso Henriques a localização do sepulcro de S. Vicente, oculto sob os rochedos, e que, quando o corpo foi trazido para Lisboa de barco, dois corvos terão acompanhado a embarcação durante toda a viagem.

### Na Literatura
- É protagonista da fábula «A Raposa e o Corvo», escrita por Esopo.
- William Shakespeare menciona o corvo mais frequentemente do que qualquer outra ave em suas obras Otelo e Macbeth.
- Edgar Allan Poe descreveu o corvo como mensageiro sobrenatural no seu poema The Raven, que por seu turno foi traduzido por Fernando Pessoa[19].
- Miguel Torga escreveu Vicente, onde conta como o corvo Vicente foge da Arca de Noé.
- Os Sete Corvos é um conto de fadas compilado no livro Contos para a infância e para o lar, dos Irmãos Grimm.
- Nas Crônicas de Gelo e Fogo, de George R. R. Martin, os corvos são usados pelos mestres como meios de comunicação à distância. Os corvos negros empregam-se normalmente enquanto os corvos brancos enviam mensagens especiais. O Lord Comandante Jeor Mormont tem um corvo ao ombro.
- Na série literária Harry Potter, a casa Corvinal (Ravenclaw) significa "Garra de Corvo", embora o símbolo seja uma águia.
- Está presente em vários livros de Joan Aiken.
- No universo de fantasia criado pela autora Leigh Bardugo, o Grishaverse, o animal também é bastante mencionado, sendo usado para representar os personagens principais de um de seus livros, Six of Crows, sendo traduzido como "os seis dos corvos".

### Cinema e TV
- Na Disney, um corvo assiste ao envenenamento da maçã orquestrado pela Rainha Má, em Branca de Neve e os Sete Anões.

Também aparece acompanhando Malévola, em A Bela Adormecida. Em 2014, um filme antagónico retrata como Diaval oferece lealdade a Malévola depois de esta o ter salvo de ser caçado por cães.
Ainda aparecem 5 corvos que ajudam Dumbo a voar.
- No filme Os Pássaros, os corvos não faltam entre as várias espécies de aves que aterrorizam as pessoas. Algumas fotos do director Alfred Hitchcock com corvos são populares.
- Rudi é um personagem do seriado infantil alemão Siebenstein.